# You and Me Tonight
You and Me Tonight är en låt framförd av musikduon Déjà. Den skrevs av Eban Kelly, Jimi Randolph och Kevin Moore och producerades av de två förstnämnda. "You and Me Tonight" spelades först in 1985 när Déjà var en musikgrupp under namnet Aurra. Låten släpptes då som en musiksingel i Storbritannien från gruppens femte studioalbum Bedtime Stories (1985). Déjà spelade in en ny version som släpptes i USA som den andra singeln från deras debutalbum Serious den 28 augusti 1987.
"You and Me Tonight" blev den största hitlåten i karriären för Déjà. Den nådde andraplatsen på både Billboards Hot Black Singles och Cash Box' Top B/C Singles. Den var även framgångsrik på dansmusikmarknaden i USA där den blev en topp-tio notering. "You and Me Tonight" möjliggjordes för streaming i januari 2011 när den inkluderades på samlingsalbumet The Lost R&B Hits of the 80's utgiven av Capitol Records.

## Bakgrund
År 1985 släppte den amerikanska R&B-gruppen Aurra sitt femte studioalbum Bedtime Stories under Virgin Records. Följande år släpptes "You and Me Tonight" som albumets femte singel i Storbritannien. Låten blev där en hit som nådde tolfteplatsen på UK Singles Chart och fick Aurra att beskrivas som en "Europeisk senasation" av den afroamerikanska tidskriften R&B Report.
Samma år splittrades Aurra varpå bandmedlemmarna Curtis Jones och Starleana Young valde att fortsätta uppträda som en duo. Namnet Aurra tillhörde bandmedlemmen Steve Washington som inte ville låta Jones och Young fortsätta använda det. I december 1986 släpptes en omarbetad version av "You and Me Tonight" med titeln "U and Me 2-Nite" med Aurras nya bandnamn Deja Vu. En promosingel släpptes av det mindre skivbolaget Let's Go Records. Jones och Young ändrade en tid senare bandnamnet från Deja Vu till endast Déjà. Sharon Heyward, direktör för marknadsföring av R&B på Virgin, förklarade i en intervju att namnbytet skapat förvirring bland fans initialt men att bytet trots detta inte skadat försäljningen. Hon kommenterade: "Det var väldigt knepigt när de gjort namnbytet då det betydde att vi var tvungna att återlansera Starleana och Curt, trots att egentligen ingenting hade ändrats bortsett namnet." Jones sade till R&B Report: "Vår stil har inte ändrats, vi är samma grupp men med en annan identitet."

## Utgivning och marknadsföring
Den slutgiltiga versionen av låten återfick titeln "You and Me Tonight" och skickades av Virgin till amerikansk R&B-radio (urban contemporary) den 28 augusti 1987. Efter utgivningen rapporterade Billboard att låten var en av veckans mest tillagda på R&B-radiostationers spellistor i USA. Den släpptes kommersiellt den 21 september och erbjöds på både 7" och 12"-vinylskivor. Den skickades till popradio (contemporary hit radio) den 13 november. För att marknadsföra låten framförde Déjà den i Club MTV 1987. De visade även musikvideon och gav en intervju i ett avsnitt av Video Soul. Den 1 januari 2011 gjordes versionen av "You and Me Tonight" från Serious för första gången tillgänglig för streaming på strömmande media när den inkluderades på samlingsalbumet The Lost R&B Hits of the 80's utgiven av Capitol Records.

## Komposition och text
"You and Me Tonight" är en pop- och R&B-låt i ett snabbt tempo på 111 bpm. Singelversionen har en speltid på fyra minuter och tjugotre sekunder (4:23) medan 12"-versionen pågår i åtta minuter och trettioen sekunder (8:31). Den skrevs av Eban Kelly, Jimi Randolph och Kevin Moore och producerades av de två förstnämnda. Låten ljudmixades av Paul Simpson. Enligt Baltimore Afro-American innehåller "You and Me Tonight" beats som "brygger i bakgrunden" samtidigt som Jones och Young framför både sång och smidiga, rapliknande talade partier till varandra. Darlene Donloe från R&B Report beskrev kompositionen som "rå och funkig". "You and Me Tonight" är en dialog mellan ett tidigare kärlekspar där mannen har kommit för att be om en andra chans samtidigt som kvinnan har bytt lås i dörren och bestämt sig för att hitta någon annan som förtjänar hennes kärlek.

## Mottagande

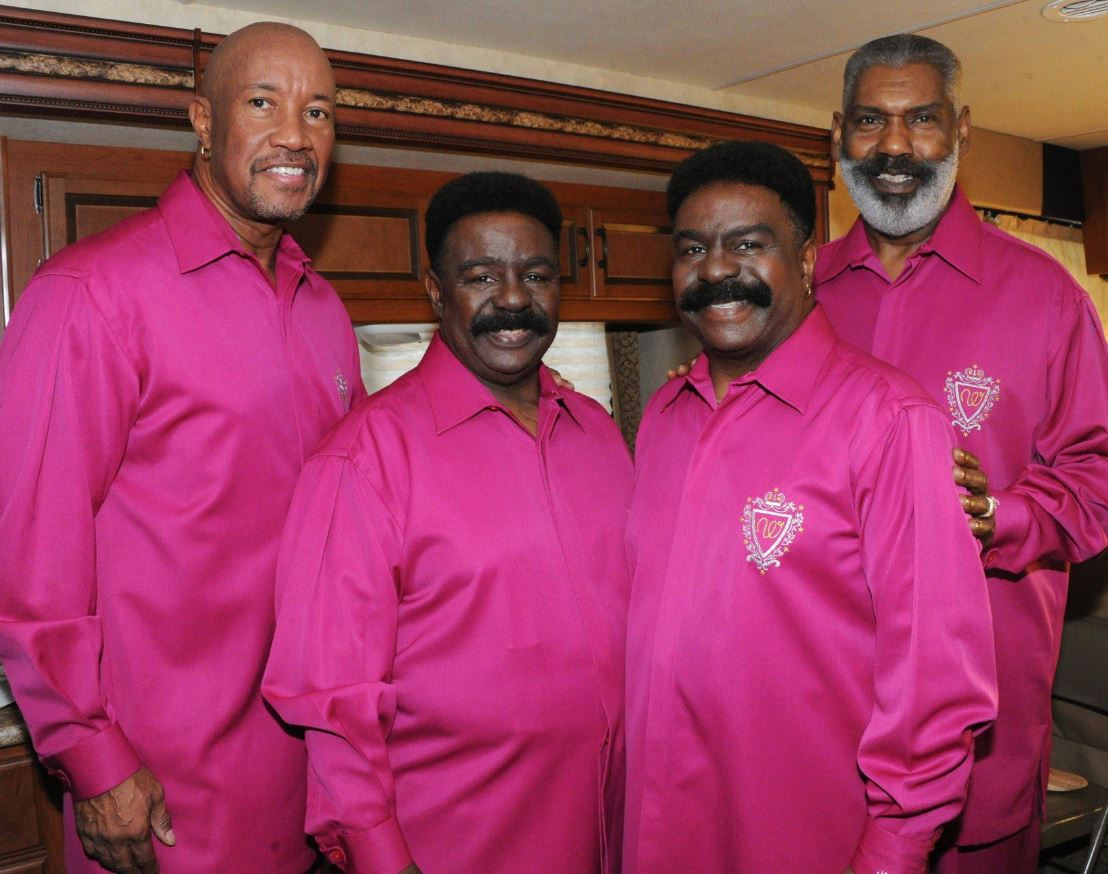
"You and Me Tonight" jämfördes med musik utgiven av The Whispers (på bild, 2013).

Thea Austin från R&B Report beskrev "You and Me Tonight" som en "fotknackande, fingerknäppande, huvudgungande dänga." Saw Tek Meng från New Straits Times beskrev låten som höjdpunkten på Serious. Baltimore Afro-American jämförde låten med musik utgiven av musikgruppen The Whispers.
"You and Me Tonight" gick in på plats 46 på den amerikanska R&B-singellistan Hot Black Singles sammansatt av Billboard den 19 september. Den 3 oktober nådde den topp-trettio och två veckor senare tolfteplatsen på listan. Låten nådde topp-tio följande vecka och slutligen andraplatsen några veckor senare, vilket blev dess topposition. Den blockerades från att nå förstaplatsen av Angela Winbush och hennes "Angel" (1987). Den 30 oktober 1987 rapporterade R&B Report att "You and Me Tonight" hade sålts i 95 000 exemplar sedan utgivningen och bidragit till 45 000 sålda exemplar av Serious. Om den kommersiella responsen av låten kommenterade Heyward i oktober: "Den börjar slå igenom [på popmarknaden]. Den har redan plockats upp av åtta popradiostationer. Under kommande veckor förväntar jag mig att upp till 40 eller 50 fler stationer kommer att lägga till den."
På Billboard-konkurrenten Cash Box hade "You and Me Tonight" liknande listframgångar. Den 12 september gick den in på plats 55 på R&B-singellistan Top B/C Singles och nådde topp-trettio på listan den 10 oktober och gick också in på plats 41 på tidningens danstopplista 12" Dance Singles. Den 24 oktober noterades "You and Me Tonight" på plats 11 på R&B-listan och gick in på topp-tio följande vecka. Den nådde slutligen andraplatsen på Top B/C Singles samt sjätteplatsen på 12" Dance Singles den 14 november. På radiotopplistan Urban Contemporary sammansatt av Radio & Records blev "You and Me Tonight" också en andraplatsnotering. Vid årets slut rankade R&B Report låten på plats 41 över de mest framgångsrika R&B-singlarna.

## Format och låtlistor
Enligt Discogs finns det 9 utgivningar av "You and Me Tonight". Nedan listas ett urval som ej är identiska.
| 1. | "You and Me Tonight" (12" Mix) |                            | 8:31 |
| 2. | "You and Me Tonight" (7" Mix)  |                            | 4:13 |
| 3. | "You and Me Tonight" (Dub)     |                            | 4:49 |
| 4. | "Premonition"                  | Starleana Young Monte Moir | 4:15 |

| 2. | "You and Me Tonight" (7" Mix) | 4:13 |
| 4. | "Premonition"                 | 4:15 |

## Medverkande
Information hämtad från Discogs
- Curtis Jones – sång
- Starleana Young – sång, medproducent (spår 4)
- Eban Kelly – text, producent
- Jimi Randolph – text, producent
- Kevin Moore – text
- Paul Simpson – ljudmix
- Stylorouge – design
- Simon Fowler – fotografi

## Topplistor
| Lista (1986)                          | Topplacering |
| ------------------------------------- | ------------ |
| Storbritannien UK Singles Chart (OCC) | 12           |

| Lista (1987)                             | Topplacering |
| ---------------------------------------- | ------------ |
| USA Billboard Hot 100                    | 54           |
| USA Hot Black Singles (Billboard)        | 2            |
| USA Hot Dance Club Play (Billboard)      | 20           |
| USA Cash Box Top 100 Singles             | 57           |
| USA Top B/C Singles (Cash Box)           | 2            |
| USA 12" Dance Singles (Cash Box)         | 6            |
| USA Urban Contemporary (Radio & Records) | 2            |

| Lista (1987)                 | Topplacering |
| ---------------------------- | ------------ |
| USA R&B Top 100 (R&B Report) | 41           |

## Utgivningshistorik
| Land | Datum             | Utgåva         | Format                           | Skivbolag | Ref.  |
| ---- | ----------------- | -------------- | -------------------------------- | --------- | ----- |
| USA  | 28 augusti 1987   | Radio Edit     | Radio ( urban contemporary )     | Virgin    | [ 4 ] |
| USA  | 21 september 1987 | Alla versioner | 7" vinyl 12" vinyl [ 28 ]        | Virgin    | [ 1 ] |
| USA  | 13 november 1987  | Radio Edit     | Radio ( contemporary hit radio ) | Virgin    | [ 6 ] |